# Eric Stenbock
För den svenske adelsmannen, se Erik Stenbock.

Stenbock (grevliga ätten)

Eric Magnus Andreas Harry Stanislaus Stenbock (egentligen Erik, namnet Stanislaus tillagt då han konverterade), född 12 mars 1860 i Thirlestaine Hall i närheten av Cheltenham, död 26 april 1895 i Withdeane Hall i Brighton, var en estlandssvensk-brittisk greve, författare och poet. Han tillhörde den bekanta, på svenska riddarhuset introducerade grevliga ätten Stenbock (Elgenstiernas ättartavlor, VII, s. 580, tab. 24). Han var också av det balttyska riddarhuset i Tallinn, men bodde i Storbritannien och tillhörde den dekadenta rörelsen.

## Biografi
Stenbock var greve av Bogesund (Ulricehamn) och arvtagare till Estlands största gods Kolk, som tillhört släkten Stenbock sedan 1700-talet. Erik Stenbock, Erics far, dog 15 april 1861 när Eric var ett år. Modern, Lucy Sophia, fick dock ytterligare tre söner och tre döttrar med sin nya man, Frank Mowatt. Styvfadern hatades dock innerligt av Stenbock. 1874 flyttade familjen från Thirlestaine Hall till huset Withdeane Hall nära Brighton. Stenbock befann sig efter det stundtals i Tyskland (Wiesbaden), Ryssland och Estland där han studerade på initiativ av faderns familj.
Stenbock studerade sedan fyra terminer, med start 1879, vid Balliol College, Oxford, men fullföljde aldrig sina studier. Efter det reste han i Europa och utgav två diktsamlingar: Love, Sleep, and Dreams (1881) och Rue, Myrtle, and Cypress (1883). Många av dikterna behandlade hans beundran för Charles Bertram Fowler, som dött 16 år gammal i tuberkulos. Det finns aningar om att Stenbock i Oxford varit förälskad i denne Fowler.
1885 fick Stenbock, efter sin farfars död, tillträde till sitt ärvda land i Estland och tillbringade dryga två år där. Mary Smith, hustru till en av Stenbocks collegekamrater, minns denna speciella period efter att hon och hennes man besökt Stenbock en jul:
"Greve Stenbock hade sina rum möblerade i högestetiskt stil med en lampa brinnande framför en Buddha- och en Erosstaty, och resterande gudar var utplacerade lite varstans. När han var i Oxford brukade han och hans vänner (som nu är galna) testa en ny och fräsch religion varje vecka, sade han. [...] Han hade också ett antal sällskapdjur, som ormar, ödlor, paddor och salamandrar, i sitt rum, och - kanske värst av allt - en samling av Simeon Solomons morbida och pessimistiska bilder ur Rossettis skola. I parken [...] hade han ett 'zoo' där det fanns tre renar, en björn och en räv [...]"
Stenbock var djupt fascinerad av Simeon Solomons homoerotiskt färgade konst, som blev kult under hans Oxfordtid. Även Solomons poesi, speciellt A Vision of Love Revealed in Sleep (1869), påverkade klart Stenbock. Greve Stenbocks dekadenta smak framgick också genom hans förkärlek till exotiska och fantasirika kläder, rökelser och brukandet av opium, drag som för tankarna till Huysmans' romanhjälte Des Esseintes i dennes bok Mot strömmen. Stenbock sägs också ha uppskattat maskerader och lekar tillsammans med barnen i huset.
Stenbock återkom till England 1887 och blev snart bekant med nyckelgestalterna i den tidens mer dekadenta engelska poetmiljö, bland andra William Butler Yeats, Aubrey Beardsley, Lionel Johnson och Arthur Symons. Från 1890 blev Stenbocks vacklande hälsa allt sämre, drastiskt påskyndad av hans alkoholism - ovan nämnde Johnson klagade ofta över de "djävulska" blandningar som Stenbock lurade i honom. Stenbock blev med sin svaga hälsa allt mer fascinerad av döden, vilket återspeglas i hans sista diktsamling The Shadow of Death (1893) där bitterljuva minnesbilder av poetens tidigare liv lockas fram och pekar fram mot livets slut. 1894 kom hans novellsamling, Studies of Death: Romantic Tales, ut vilken bestod av sju noveller. Dessa avslöjar en originell fantasi och en urban stil som är långt ifrån de mer melankoliska och vaga bilder som han lockat fram i sina dikter.
Ända till slutet var Stenbock både fysiskt och mentalt svag. I Withdeane Hall skrämde han slag på tjänstefolket med sin paranoia och de yngre halvsyskonen blev tvungna att flytta till mer avlägsna rum på grund av hans delirium tremens. När han reste behövde han eskort och han hade alltid med sig en hund, en apa och en docka i människostorlek. Han var övertygad om att dockan var hans son och kallade den för "le Petit Comte", den lille greven. Dockan följde med varhelst han befann sig, och om den inte var nära frågade Stenbock oroligt om hur den mådde. Familjen Stenbock hade också misstankar om att en munk, eller jesuit, lurat Stenbock på en stor summa pengar för att utbilda "le Petit Comte".
Stenbock avled i Withdeane Hall, Brighton, den 26 april 1895, endast 35 år gammal, i sviterna av skrumplever och opiummissbruk. Ett obekräftat rykte säger att han dagen han dog, alkoholpåverkad och vild, försökt slå en person med en eldgaffel men ramlat rakt på eldstadens järngrind och dött. Han begravdes på Brighton Catholic Cemetery den 1 maj 1895 i närvaro av släkt och ett stort antal vänner. Före begravningen togs hans hjärta ut och skickades till Estland där det placerades tillsammans med släkten Stenbocks monument i Kusals kyrka. Hjärtat förvarades i en låda i kyrkväggen och låg i en vätskefylld glasurna.
Stenbocks mor, Lucy Mowatt, dog den 14 oktober 1896, inte långt efter sin son.

## Verk

### Poesi
- Love, sleep & dreams : a volume of verse. - Oxford : A. Thomas Shrimpton & Son ; Simpkin Marshall & Co, 1881?
- Myrtle, rue and cypress : a book of poems, songs and sonnets. - London : [privately printed by] Hatchards, 1883
- The shadow of death : poems, songs, and sonnets. - London : The Leadenhall Press, 1893

### Noveller
- Studies of death : romantic tales (London : David Nutt, 1894)
- The Child of the Soul and Other Stories (London: Durtro 1999) (Postumt)
- The Secret Kept (London: Durtro 2002) (Postumt)
- The King's Bastard (London: Durtro 2004) (Postumt)